# Leśna (dopływ Bystrzycy)
Leśna – potok (strumień) będący lewostronnym dopływem rzeki Bystrzycy. Ciek ten swoje źródła ma na terenie Gminy Miękinia. Wpływa do Wrocławia w rejonie osiedla Żar (na północnym krańcu lasu położonego przy Ulicy Średzkiej/Ulicy Kresowej), następnie płynie w kierunku osiedla Leśnica, w kierunku wschodnim, przez Las Leśnicki. Za lasem zasila stawy w Leśnicy (stawy ratyńskie), położone pomiędzy Leśnicą a osiedlem Pustki. Dalej częściowo płynie w podziemnym przewodzie zamkniętym (kanale), aż do jej ujścia do recypienta. Swoje ujście miał do młynówki, niegdyś zasilającej Młyn Leśnica, która przed robotami polegającymi na regulacji rzeki, stanowiła ramię boczne rzeki Bystrzyca. Obecnie od ulicy Trzmielowickiej do ulicy Wyboistej ciek biegnie zamkniętym, podziemnym kanałem, a do rzeki uchodzi tuż powyżej mostu kolejowego nad Bystrzycą, na linii kolejowej nr 275. Długość cieku w granicach miasta wynosi około 4 km. Według podziału hydrograficznego Polski, zlewni Leśnej nadano numer 134798, arkusz mapy M-33-34-D.